# Сьвенцани
Сьвенцани (пол. Święcany) — село в Польщі, у гміні Сколишин Ясельського повіту Підкарпатського воєводства.
Населення — 2220 осіб (2011).
У 1975-1998 роках село належало до Кросненського воєводства.

## Демографія
Демографічна структура станом на 31 березня 2011 року:
|          | Загалом | Допрацездатний вік | Працездатний вік | Постпрацездатний вік |
| -------- | ------- | ------------------ | ---------------- | -------------------- |
| Чоловіки | 1100    | 235                | 751              | 114                  |
| Жінки    | 1120    | 235                | 652              | 233                  |
| Разом    | 2220    | 470                | 1403             | 347                  |